# Falkirk (council area)
A Área de Conselho (ou Council Area) de Falkirk (em gaélico escocês, an Eaglais Bhreac), é uma das 32 novas subdivisões administrativas da Escócia e faz fronteira: com Stirling a norte, é banhado pelo Firth of Forth a leste, com West Lothian a sudeste e com North Lanarkshire a oeste.
Esta Área de Conselho foi formada em 1º de abril de 1996 na mesma área do extinto Distrito de Falkirk (1975-1996) por uma lei do governo escocês de 1994. Antes de 1975 a maior parte de Falkirk fazia parte do extinto condado de Stirlingshire e uma pequena parte, Bo'ness and Blackness, pertencia ao extinto condado de West Lothian.

## Area Forums
A Área de Conselho é dividida em seis Area Forums, subdvisões administrativas com comitê e poderes próprios (similar a distritos e comarcas), e representam tanto o Ward, divisão eleitoral, como o Community council (conselho regional).
A reunião dos membros do comitê (councillor) ocorre a cada oito semanas com um representante de cada conselho regional, o comandante da unidade local da Polícia Central da Escócia e representantes de outros grupos locais comunitários.

## Comunidades

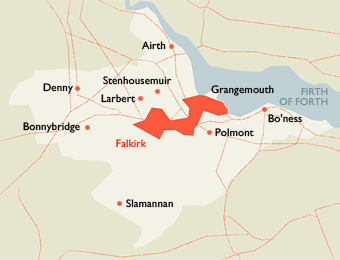
Cidades em Falkirk.

Area Forum de Bo'ness
- Blackness
- Bo'ness

Area Forum de Braes
- Avonbridge
- Brightons
- California
- Laurieston
- Limerigg
- Maddiston
- Polmont
- Redding
- Reddingmuirhead
- Rumford
- Shieldhill
- Slamannan
- Standburn
- Wallacestone
- Westquarter
- Whitecross

Area Forum de Denny, Bonnybridge & Banknock
- Allandale
- Banknock
- Bonny bridge
- Denny
- Dennyloanhead
- Dunipace
- Haggs
- Longcroft

Area Forum de Falkirk
- Bainsford
- Camelon
- Falkirk
- Hallglen/Glen Village
- Tamfourhill
- Woodlands

Area Forum de Grangemouth
- Grangemouth
- Skinflats

Area Forum de Larbert & Stenhousemuir
- Airth
- Carron
- Carronshore
- Dunmore
- Larbert
- Letham
- Stenhousemuir